# 潘波
潘波是德国梅克伦堡-前波美拉尼亚州的一个市镇。总面积10.91平方公里，总人口2816人，其中男性1406人，女性1410人（2011年12月31日），人口密度258人/平方公里。